# St-Jacques-le-Majeur-St-Christophe

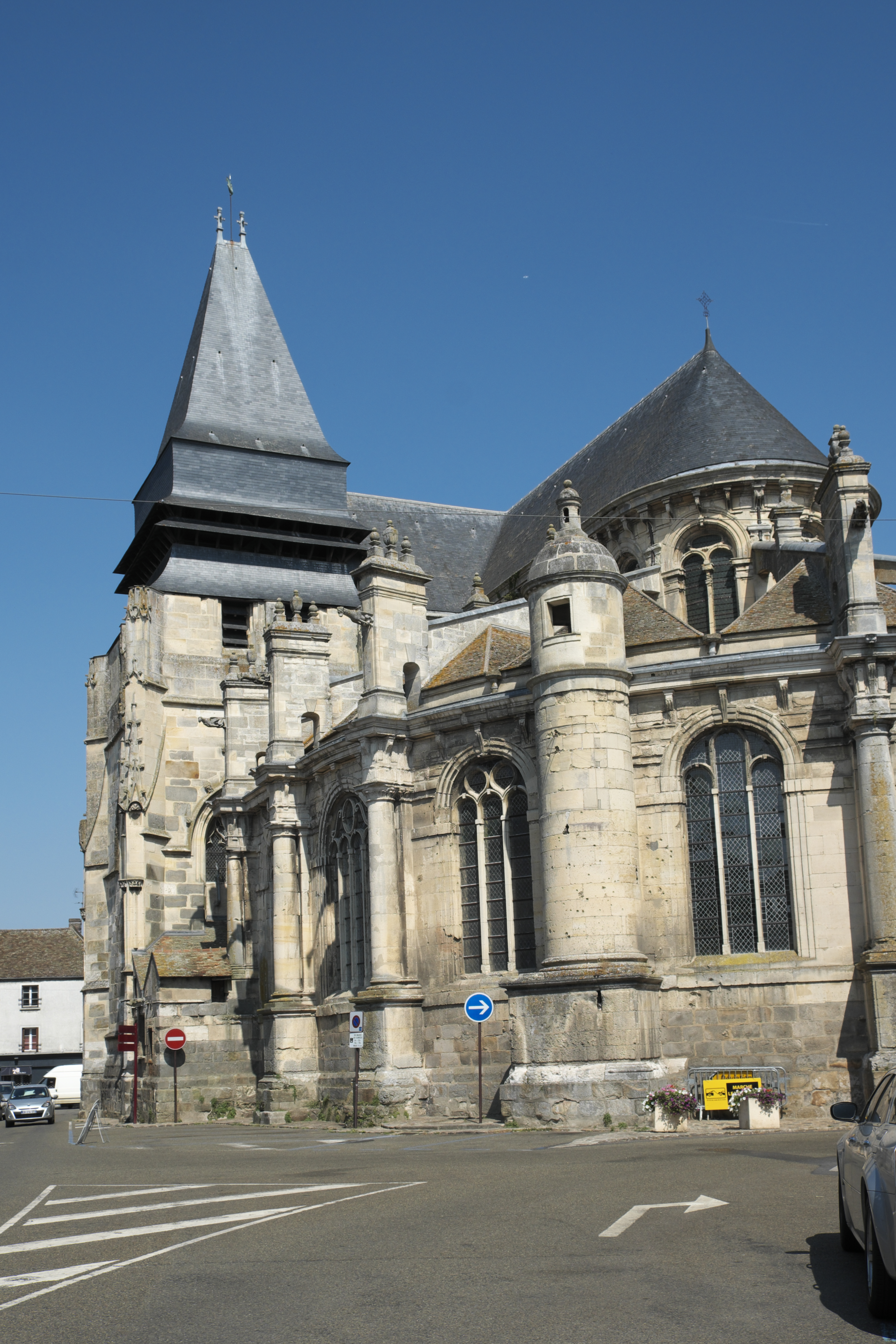
Kirche Saint-Jacques-le-Majeur-et-Saint-Christophe

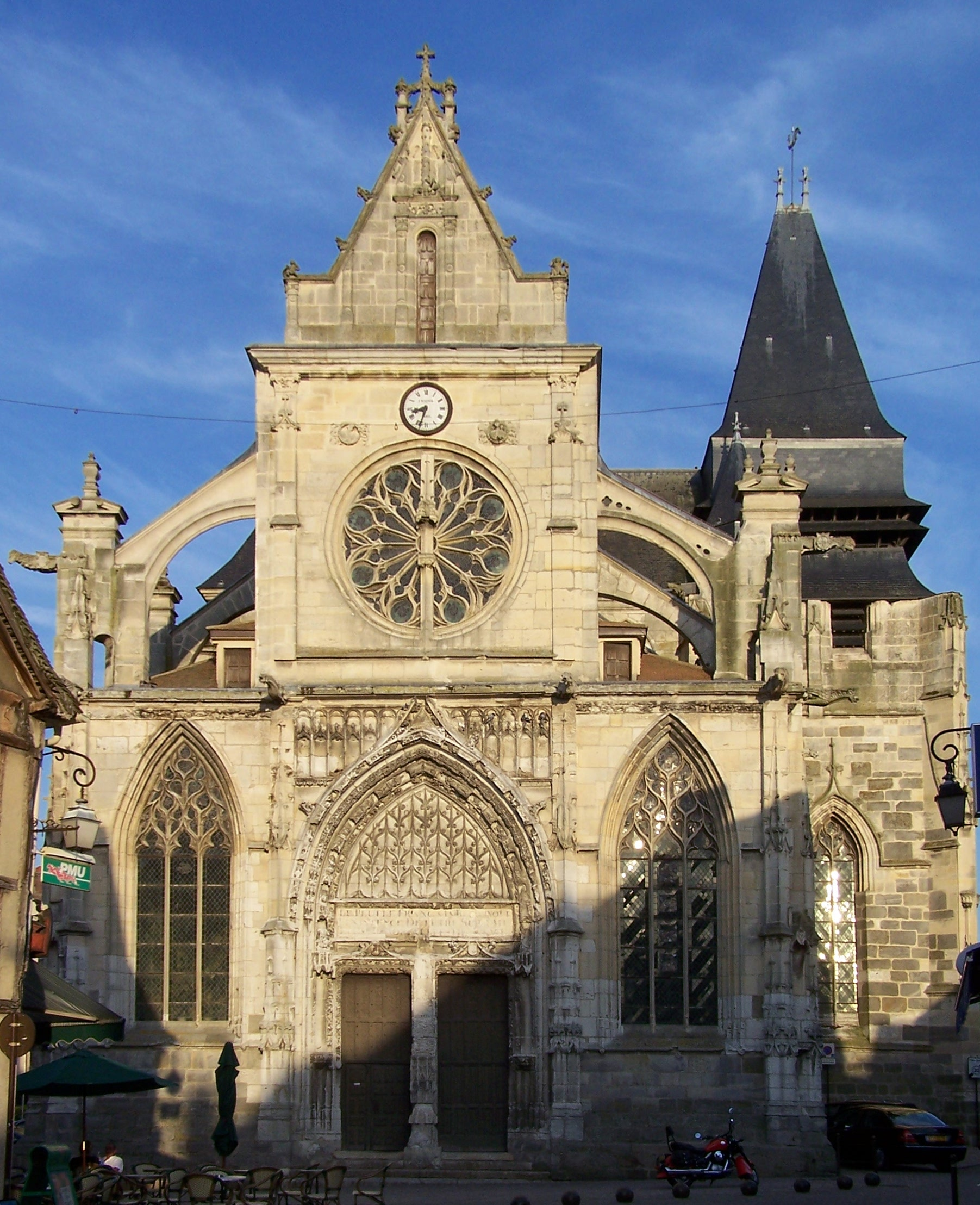
Westfassade

Die katholische Pfarrkirche Saint-Jacques-le-Majeur-et-Saint-Christophe in Houdan, einer Gemeinde im Département Yvelines in der französischen Region Île-de-France, wurde vom 15. bis 18. Jahrhundert im Übergangsstil von der Flamboyant-Gotik zur Renaissance errichtet. In der Kirche sind noch Reste von Wandmalereien und Fragmente von Bleiglasfenstern aus dem 16. Jahrhundert erhalten. Im Jahr 1840 wurde die Kirche als Monument historique in die Liste der Baudenkmäler in Frankreich aufgenommen.

## Geschichte
Bereits im 11. Jahrhundert gab es an der Stelle des heutigen Gebäudes eine Kirche, die dem Apostel Jakobus dem Älteren geweiht war. Ende des 15. oder zu Beginn des 16. Jahrhunderts wurde die Kirche neu errichtet mit Spenden der Bürger, die sich dafür einen Ablass erhofften. Seit 1510 ist die Kirche dem heiligen Christophorus als zweitem Schutzpatron geweiht. Die Bauarbeiten zogen sich bis ins 18. Jahrhundert hin, allerdings blieb die Kirche unvollendet. Das nördliche Querschiff wurde nicht ausgeführt und der Glockenturm reicht nur bis zur Höhe des Kirchenschiffs.

## Architektur
Das Portal an der Westfassade stammt aus dem 16. Jahrhundert. Am Türsturz ist die Inschrift zu lesen:

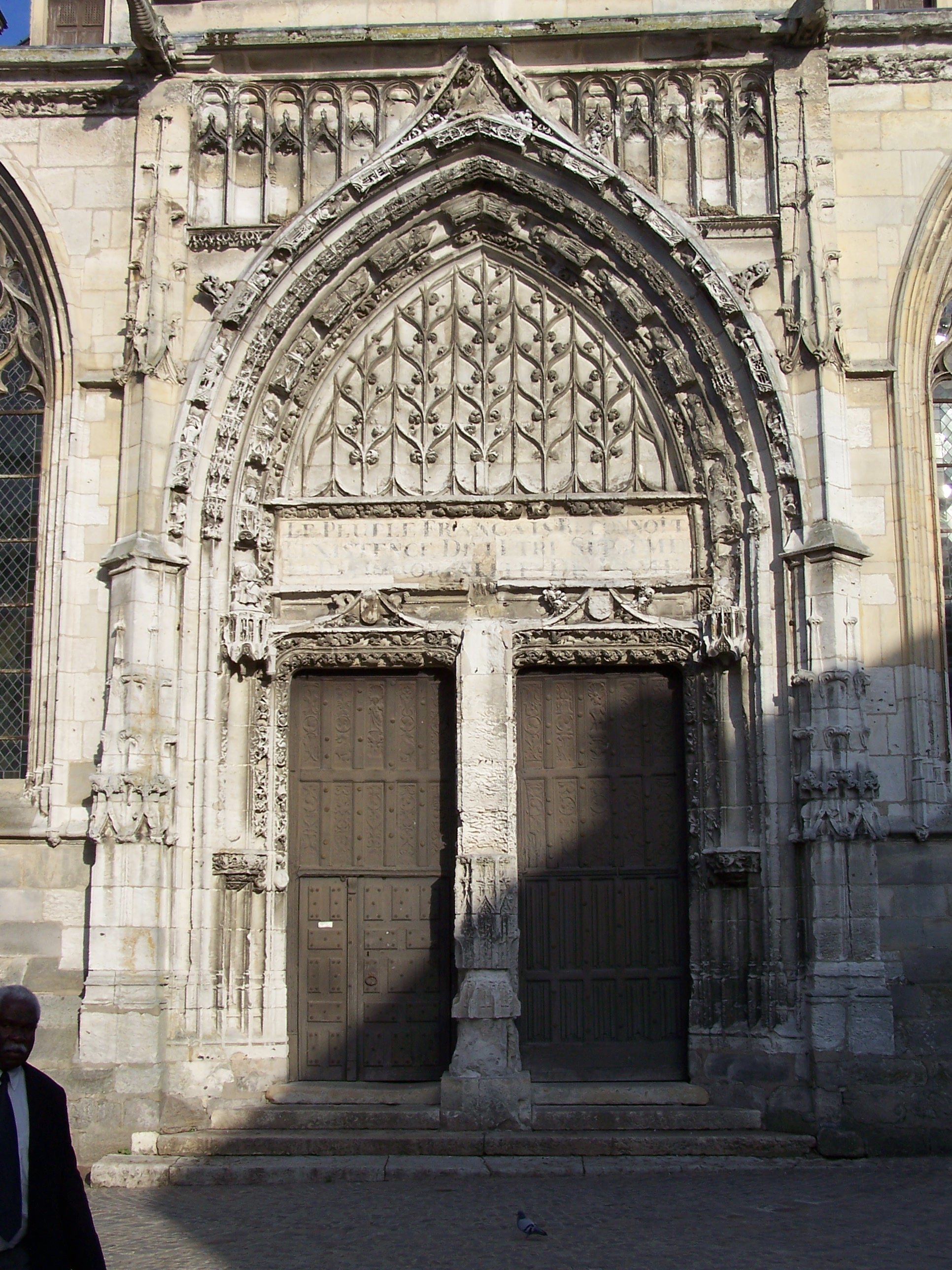
Westportal mit Inschrift

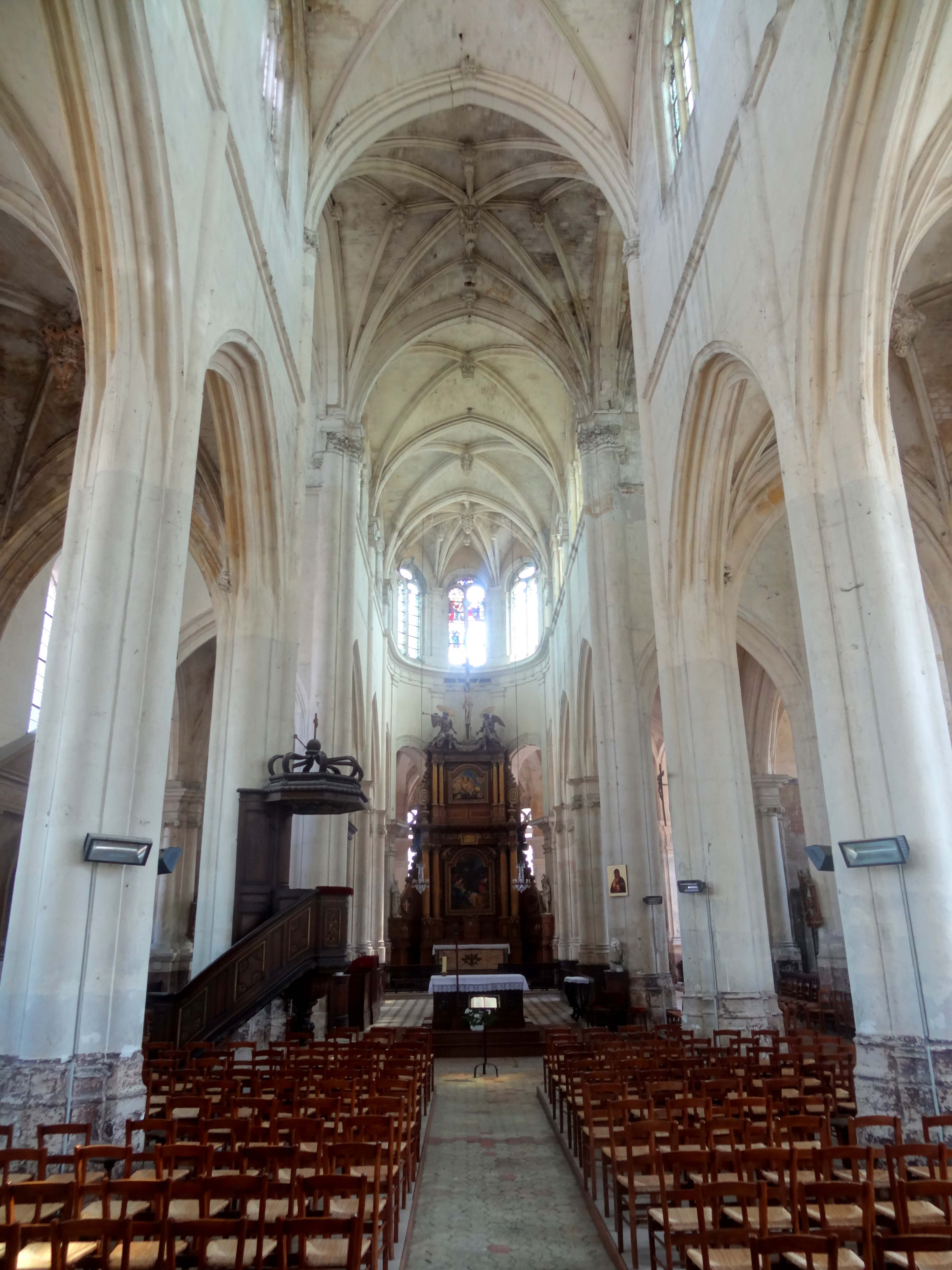
Innenraum

LE PEUPLE FRANÇAIS RECONNAÎT L’EXISTENCE DE L’ÊTRE SUPRÊME ET DE L’IMMORTALITÉ DE L’ÂME (das französische Volk erkennt die Existenz des höchsten Wesens und die Unsterblichkeit der Seele an)
Die Inschrift erinnert an die Zeit der Französischen Revolution, als die Kirche zum Tempel der Vernunft umgewandelt wurde.

Der dreischiffige Innenraum wird von Kreuzrippengewölben mit aufwändig skulptierten Schlusssteinen gedeckt, die zum großen Teil als Abhänglinge im Stil der Renaissance gestaltet sind. Vom Mittelschiff öffnen sich hohe, spitzbogige Arkaden zu den beiden Seitenschiffen. Die Pfeiler des Querhauses sind mit Renaissancekapitellen verziert. Die Fenster besitzen Maßwerk im Stil der Flamboyant-Gotik.

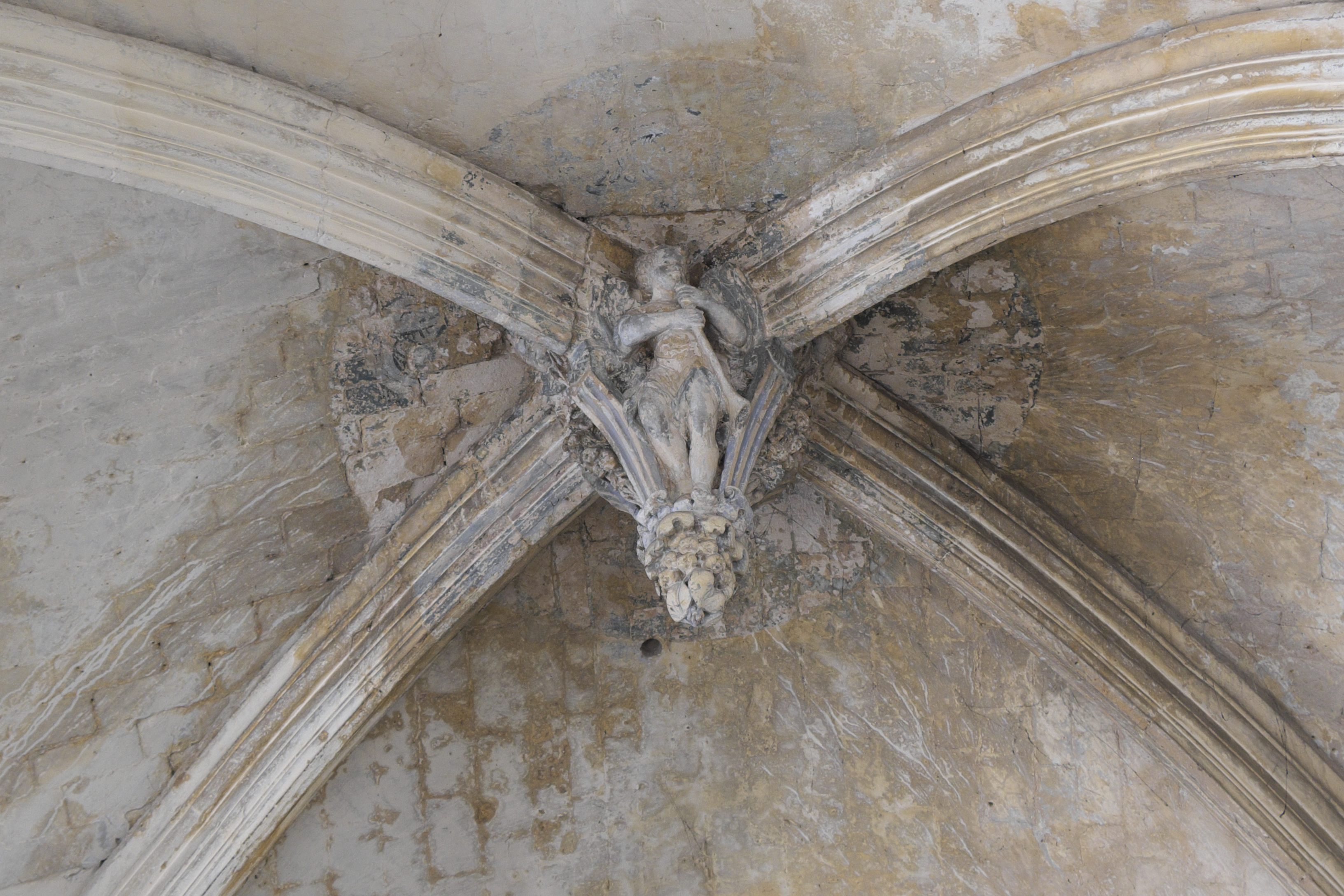
Abhängling
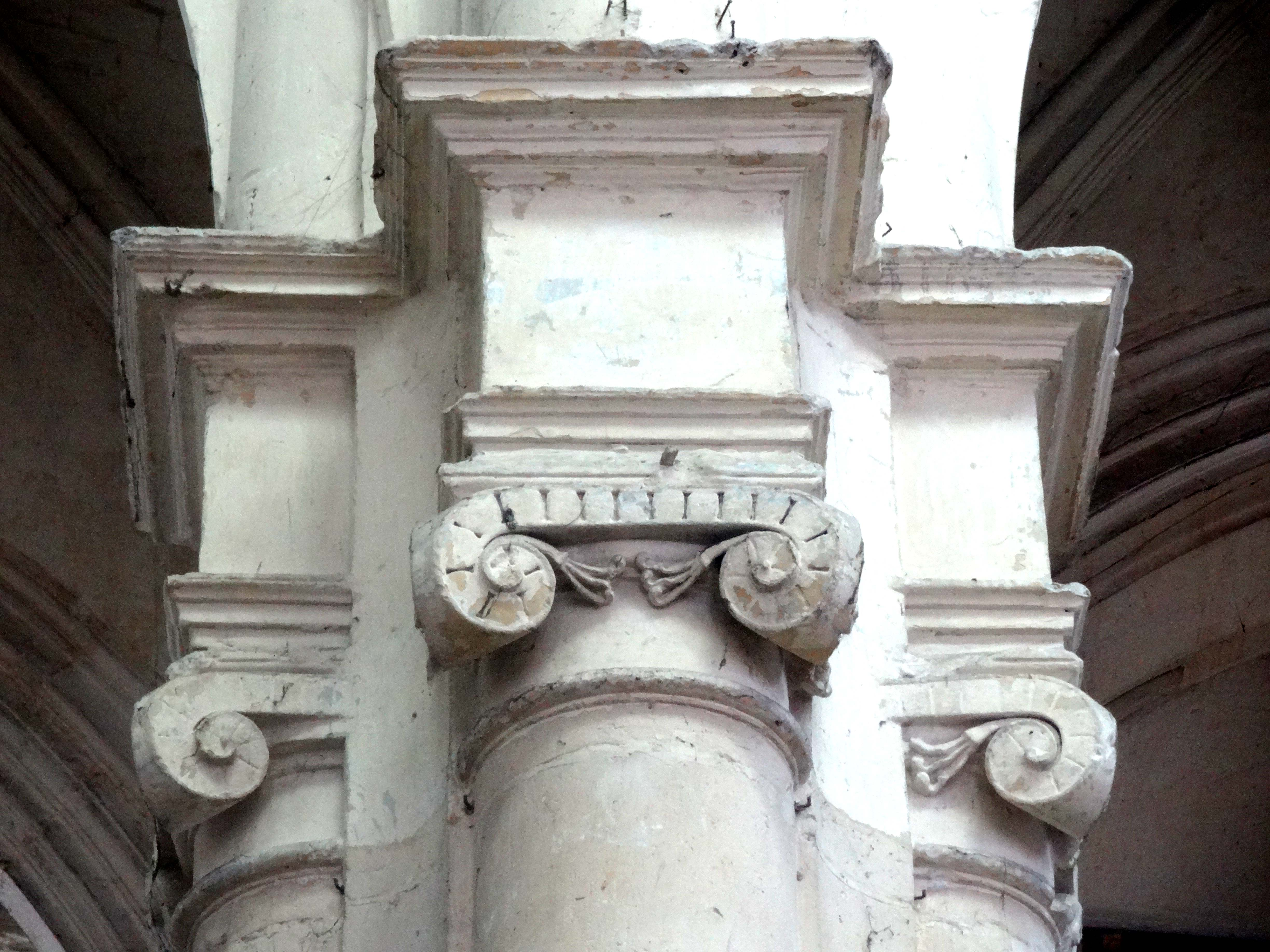
Kapitelle
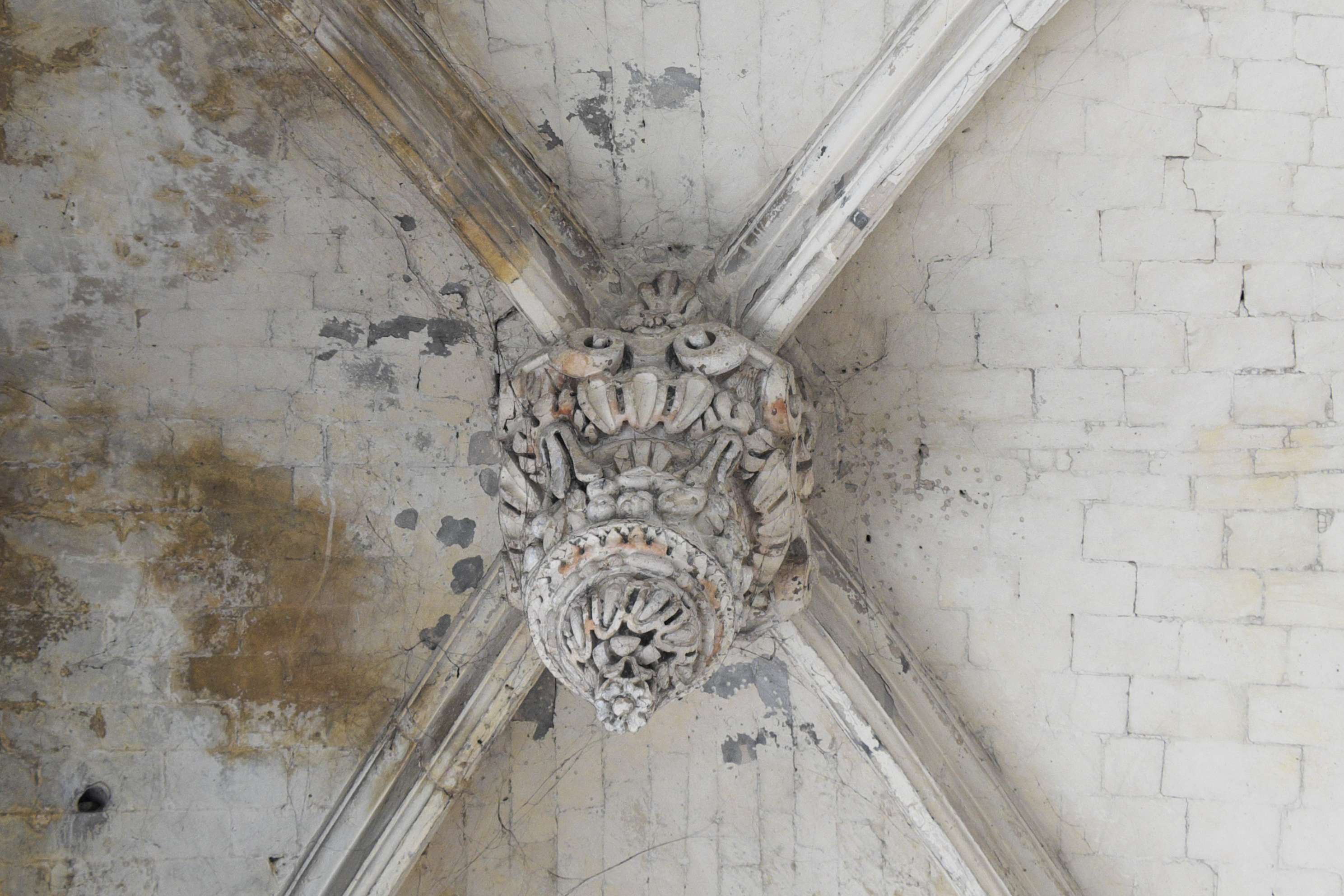
Abhängling

## Bleiglasfenster
In den Jahren 1950 bis 1970 wurden Fragmente von Bleiglasfenstern aus dem 16. Jahrhundert in die weiße Verglasung eingebaut. Auf einer Scheibe sind der heilige Rochus, auf einer anderen ein in Grisaille-Technik ausgeführter Männerkopf zu sehen. Kleinere Fragmente wurden vor allem im Maßwerk einzelner Fenster eingefügt. Im oberen Chorfenster ist die Szene der Verkündigung dargestellt. Auf dem Fenster darunter mit der Darstellung des Apostels Jakobus des Älteren sieht man die Jahreszahl 1633.

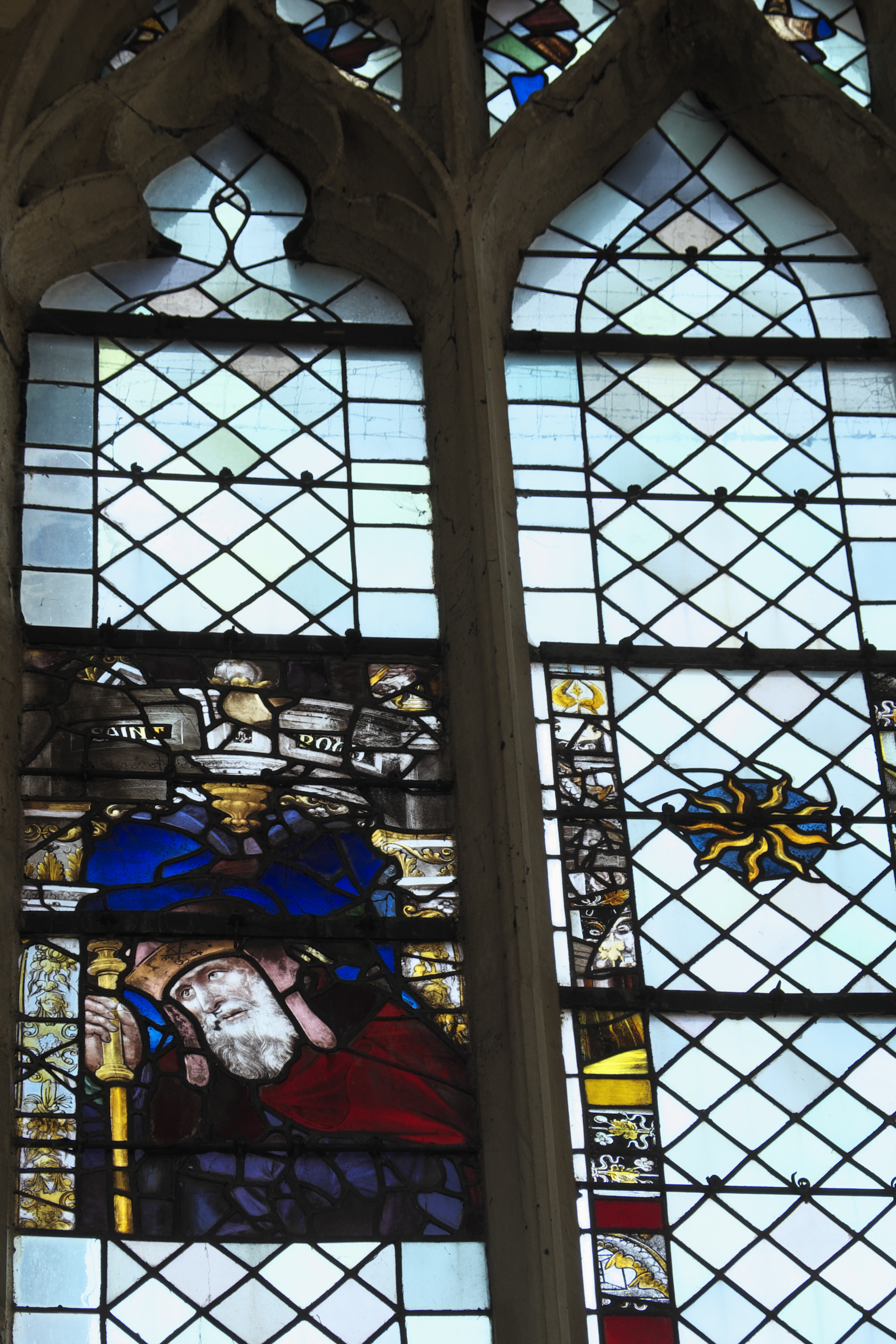
Heiliger Rochus
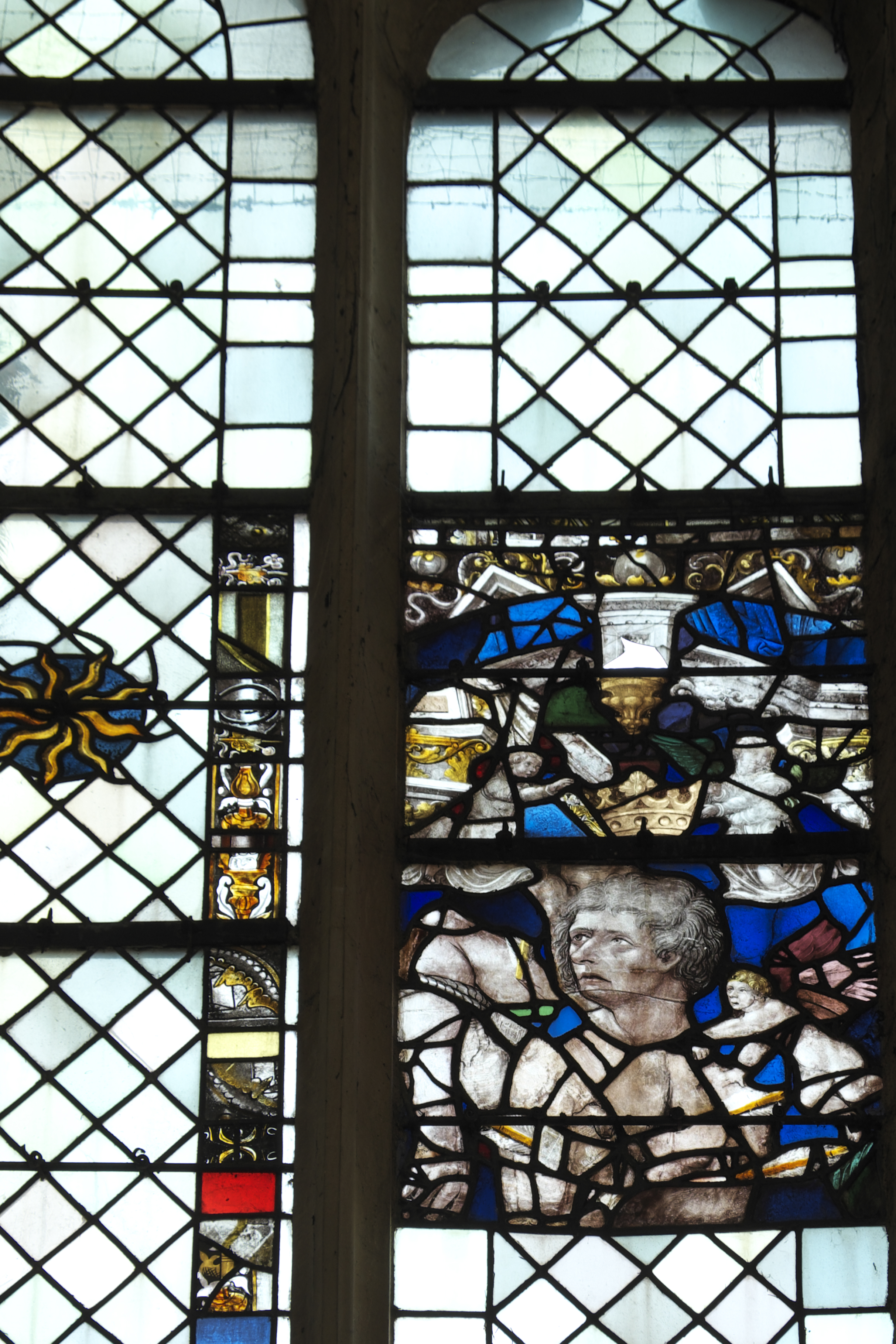
Männerkopf
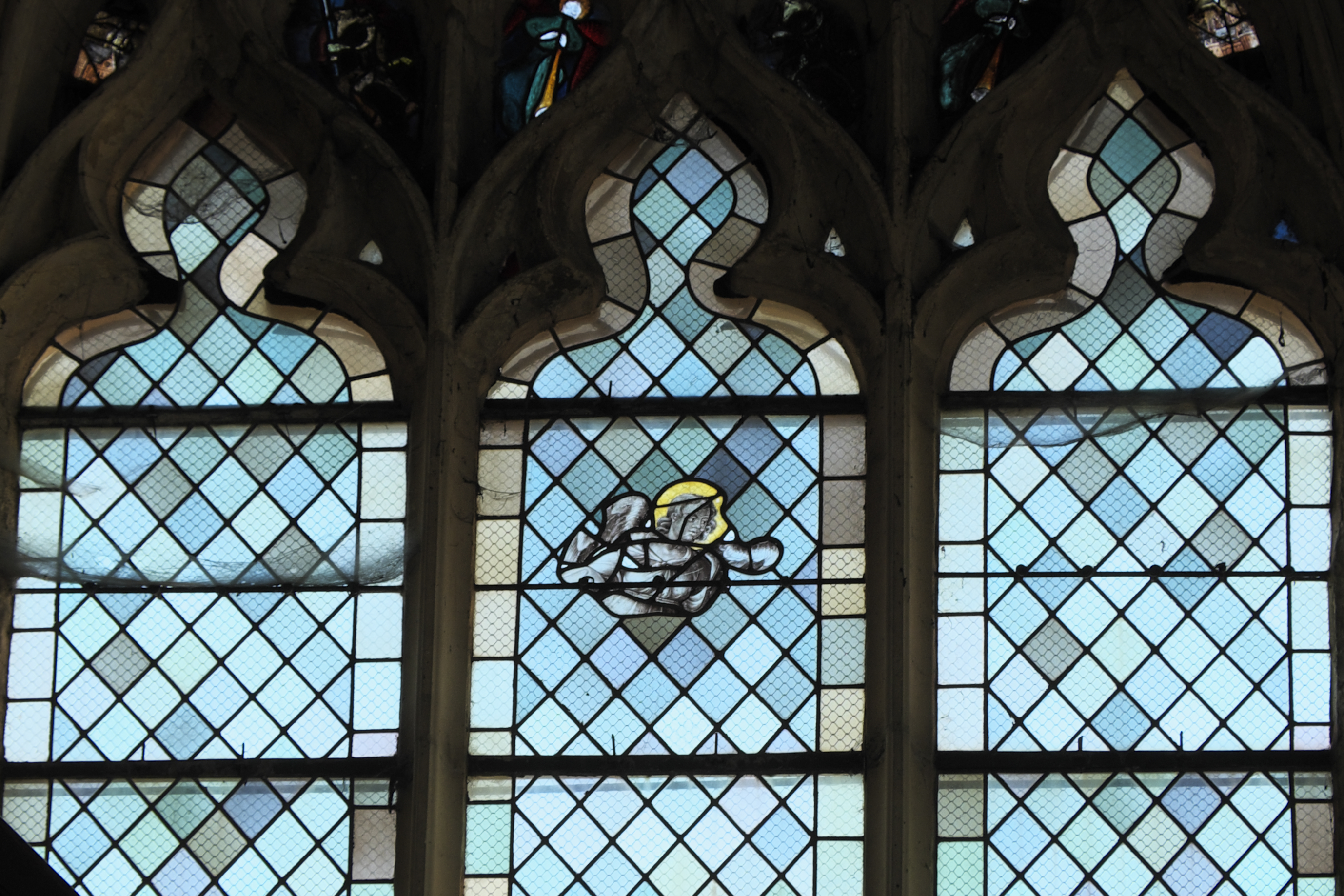
Engel
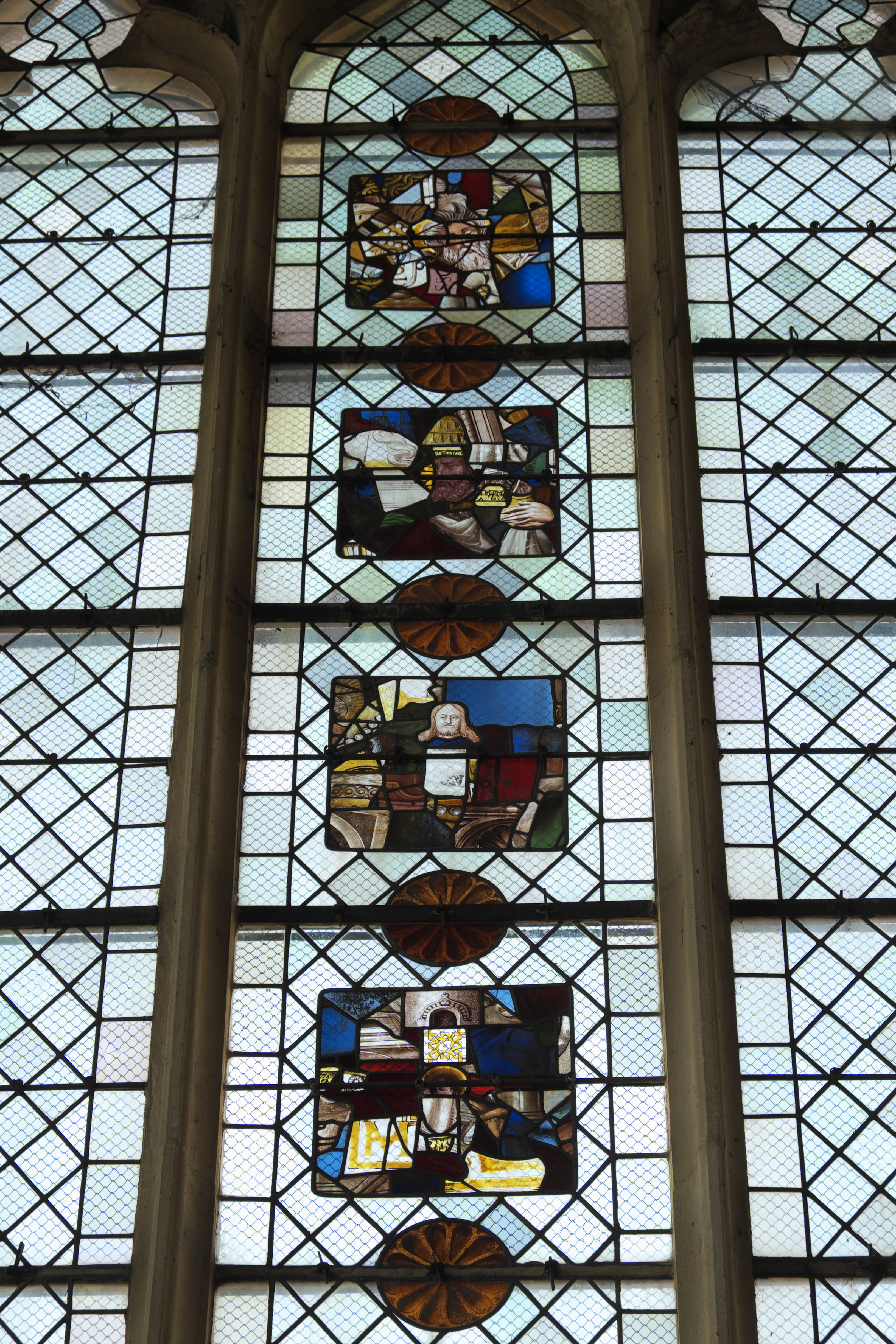
Fragmente
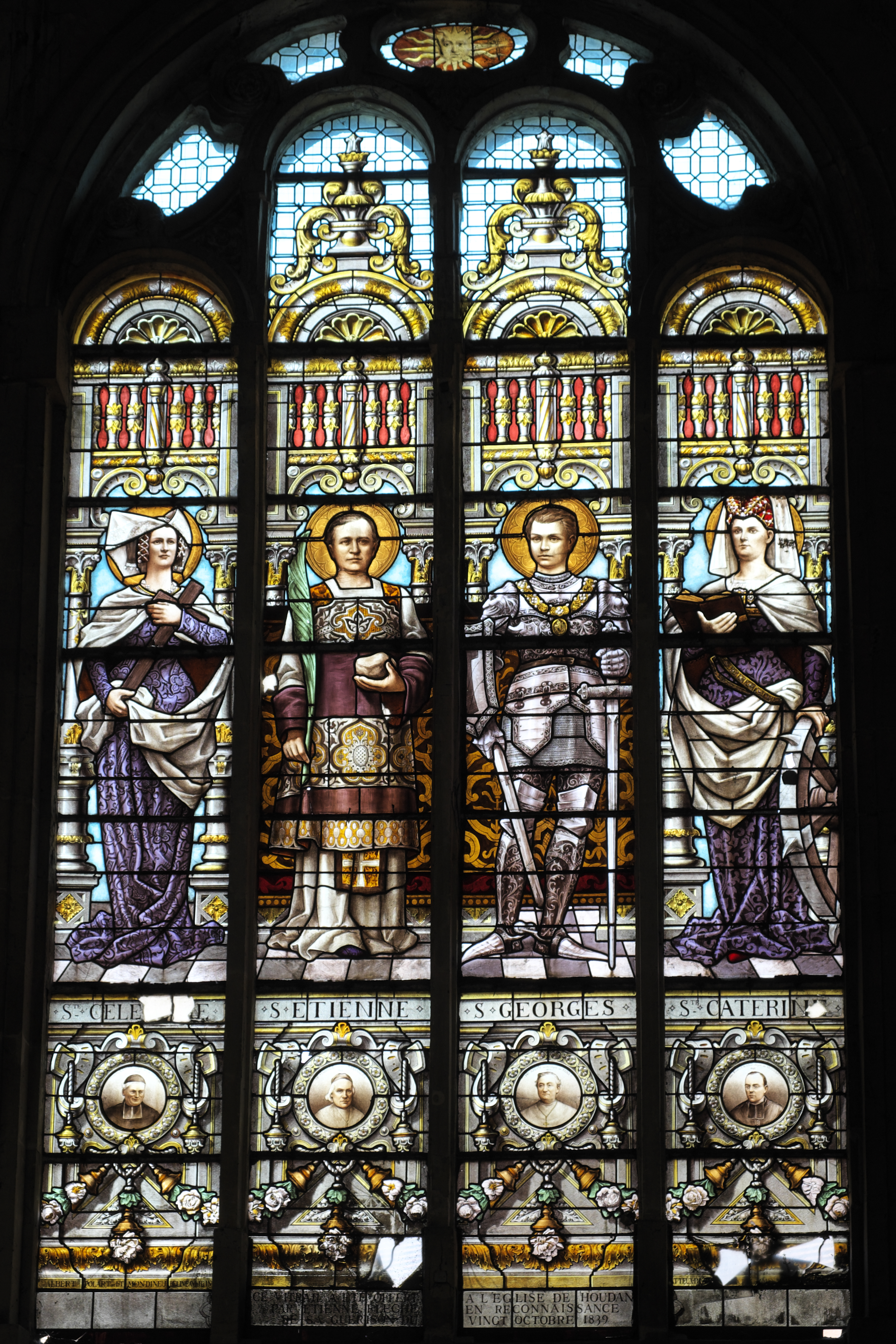
19. Jahrhundert

Ein Fenster aus dem 19. Jahrhundert stellt die heilige Celestina, den heiligen Stephanus, den heiligen Georg und die heilige Katharina dar. In den unteren Scheiben sieht man in Medaillons die Porträts zweier Pfarrer von Houdan, eines Bischofs von Versailles und eines Erzbischofs von Sens mit der Inschrift ihrer Namen. Aus der Inschrift am unteren Bildrand geht hervor, dass das Fenster von Étienne Flèche aus Dankbarkeit über seine Genesung im Jahr 1839 gestiftet wurde.

## Wandmalereien
In einer Seitenkapelle, die Unserer Liebe Frau von Montserrat geweiht ist, haben sich Wandmalereien aus dem Jahr 1582 erhalten. Sie erinnern an die Wallfahrt von etwa 30 Bürgern aus Houdan zum Kloster Montserrat in der spanischen Region Katalonien, um bei dem Gnadenbild der Schwarzen Madonna das Ende der Pestepidemie zu erflehen.

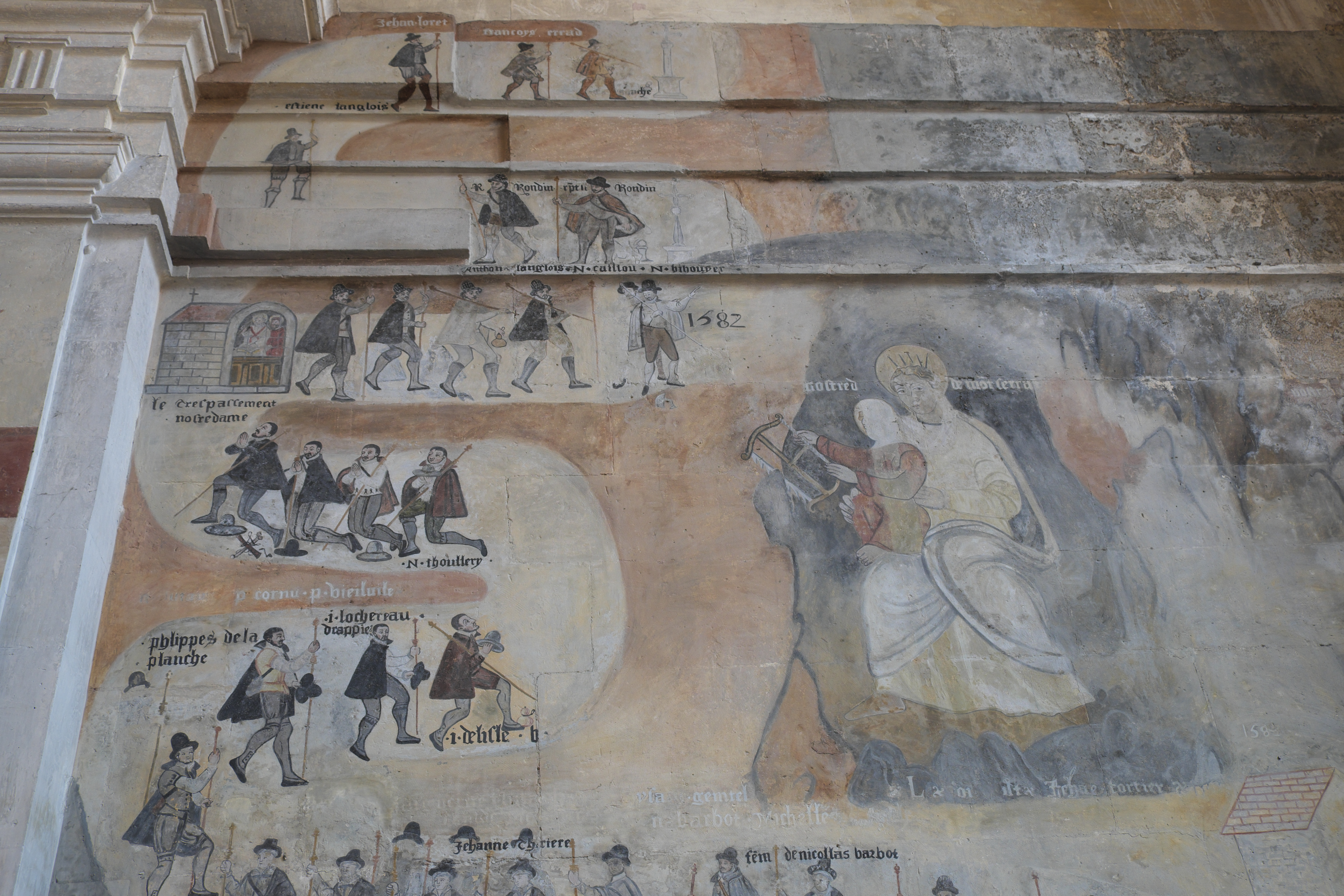
Wallfahrt nach Montserrat
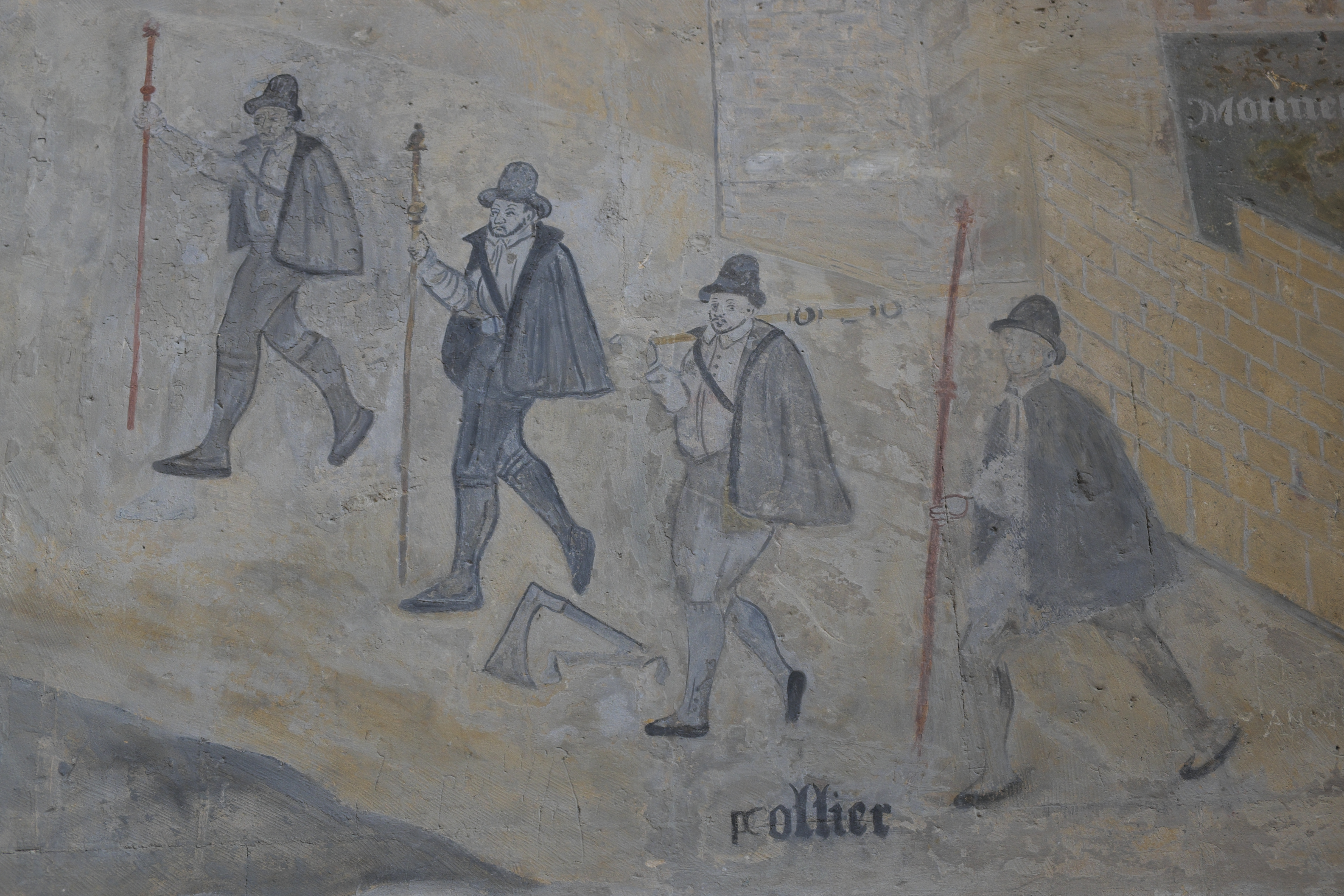
Wallfahrt nach Montserrat
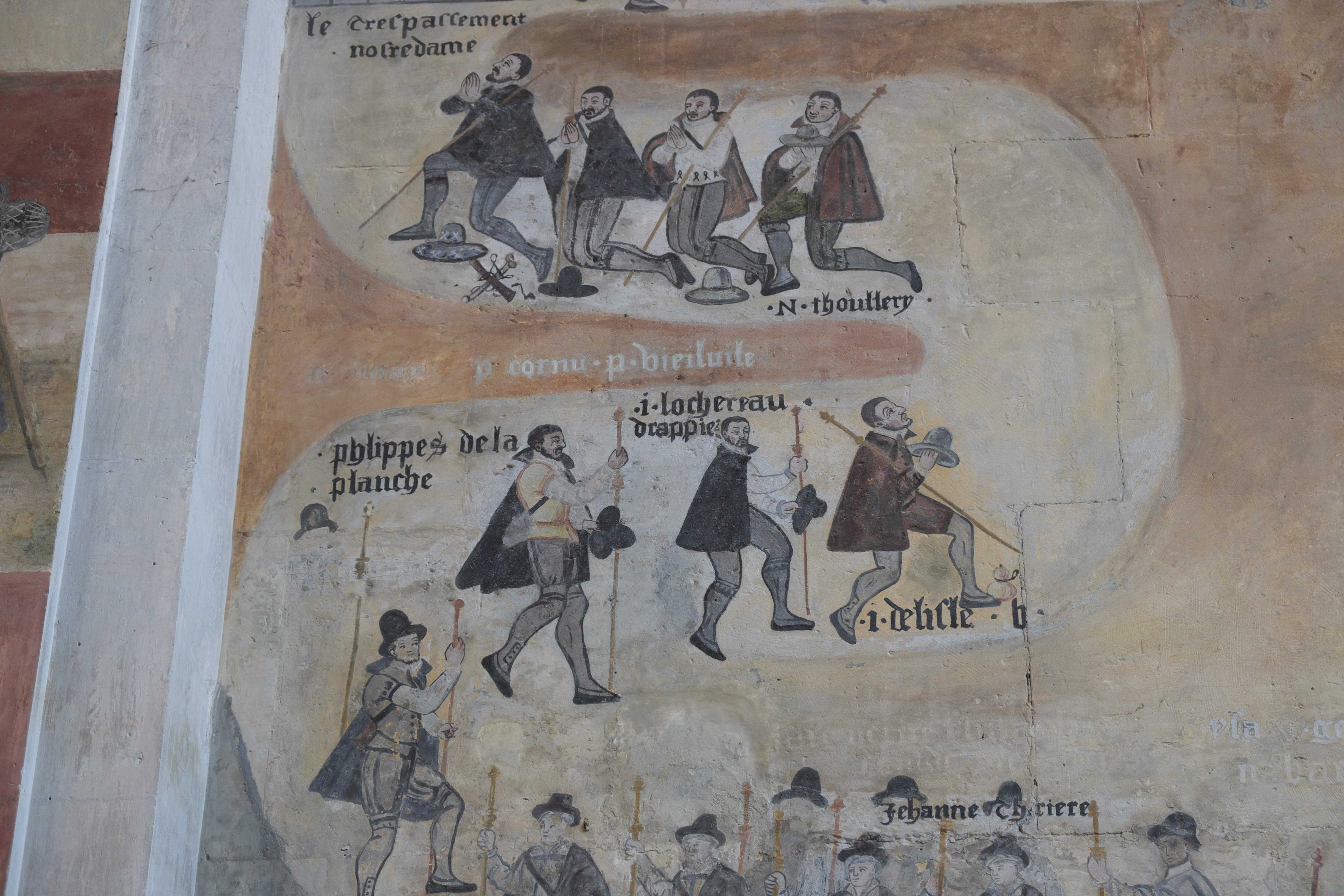
Wallfahrt nach Montserrat

## Orgel
Die Emporenorgel wurde im Jahr 1734 bei Louis-Alexandre Clicquot, dem Sohn von Robert Clicquot und Vater von François-Henri Clicquot, in Auftrag gegeben. Nach der Aufstellung der Chororgel 1873 wurde die alte Orgel immer weniger genutzt und ab 1930 stillgelegt und abgebaut. 1972 wurde sie von den Orgelbauern Robert und Jean-Loup Boisseau wiederhergestellt.
Die Orgel in Houdan ist eine der wenigen Orgeln der Barockzeit, die als authentisch erhalten gelten kann und ohne Umbaumaßnahmen, Neuintonation oder Überarbeitung bis in unsere Zeit gekommen ist. Sogar die Balganlage und die mitteltönige Stimmung sind erhalten geblieben. Das Instrument hat 22 Register auf drei Manualwerken. Das Pedal (C,D-c1) ist an das Hauptwerk (Grand Orgue) angehängt.
| I Positif C,D–c3 |                |        |
| 1.               | Bourdon        | 8′     |
| 2.               | Flûte          | 4′     |
| 3.               | Nazard         | 2 ⁄3′  |
| 4.               | Doublette      | 2′     |
| 5.               | Tierce         | 1 3⁄5′ |
| 6.               | Fourniture III |        |
| 7.               | Cymbale II     |        |
| 8.               | Cromorne       | 8′     |

| II Grand Orgue C,D–c3 |                  |        |
| 09.                   | Montre           | 8′     |
| 10.                   | Bourdon          | 8′     |
| 11.                   | Prestant         | 4′     |
| 12.                   | Nazard           | 2 ⁄3′  |
| 13.                   | Doublette        | 2′     |
| 14.                   | Quarte de nazard | 2′     |
| 15.                   | Tierce           | 1 3⁄5′ |
| 16.                   | Cornet V (ab c1) |        |
| 17.                   | Fourniture IV    |        |
| 18.                   | Voix humaine     | 8′     |
| 19.                   | Trompette        | 8′     |
| 20.                   | Clairon          | 4′     |

| III Récit c1–c3 |           |    |
| 21.             | Cornet V  |    |
| 22.             | Trompette | 8′ |

- Koppeln: I/II

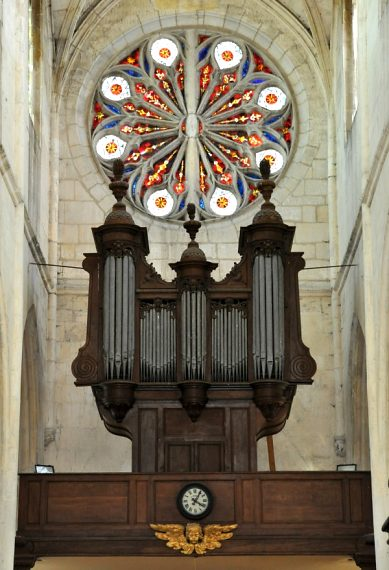
Orgel von Clicquot

- Effektregister: Tremblant fort, Tremblant doux